# Aerojet General X-8
Aerojet General X-8 známé také jako Research Test Vehicle RTV-A-1 byla řada amerických neřízených rotací stabilizovaných sondážních raket, které spadají do rodiny raket Aerobee. Byly využívány jak NACA, USAF i US Navy.
Bylo vyrobeno 108 kusů těchto raket, které startovaly především ze základny White Sands Missile Range, nebo z Hollomanovy letecké základny v Novém Mexiku.
Rakety byly používány pro výzkum větrů a teplot ve vysokých nadmořských výškách, slunečního a kosmického záření, magnetického pole země, trajektorie bojových hlavic a jejich konstrukce.

## Konstrukce
Sondážní raketa X-8 byla vybavena raketovým motorem na kapalná paliva, která mohla být urychlena pomocí boosteru s raketovým motorem na tuhá paliva. Vědecké vybavení sondy se lišilo podle účelu výzkumu, které bylo umístěno v sekci vybavené padákem.

## Historie
S prvními zkouškami raket z rodiny Aerobee se začalo v září 1947, kdy raketa nesla označení Aerobee RTV-N-8 (XASR-1), ale k plnohodnému testu došlo až 24. listopadu 1947. Po 35 sekundách byl tento let ukončen kvůli nadměrnému vybočení. Následující lety a používání rakety, ale prokázaly spolehlivost těchto raket.
USAF přeznačilo rakety RTV-A-1 roku 1955 na sérii raket s označením X-8.
Ačkoliv se nedochovala žádná ze sondážních raket X-8, v některých muzeiích lze najít rakety Aerobee, kterých bylo vyrobeno více než 800 pro vojenské a civilní účely a jejich konstrukce je obdobná rakétám X-8.

## Varianty
- X-8 - RTV-A-1 68 ks
- X-8A - RTV-A-1a 34 ks
- X-8B - RTV-A-1b 1 ks
- X-8C - RTV-A-1c 2 ks
- X-8D - RTV-A-1d 3 ks